# 阿克苏乡
阿克苏乡，是中华人民共和国新疆维吾尔自治区乌鲁木齐市达坂城区下辖的一个乡镇级行政单位。

## 行政区划
阿克苏乡下辖以下地区：
阿克苏村、黑沟村、黄渠泉村、大河沿村、牧业一队和牧业二队。